# محمدرضا روح‌بخش
محمدرضا روح‌بخش (زادهٔ ۱۳۲۱ - درگذشتهٔ ۲۱ خرداد ۱۳۹۳)، نوازندهٔ تار و عضو کانون خوانندگان سنتی اهل ایران بود.
محمدرضا روح‌بخش متولد ۱۳۲۱ بود و از نخستین دانش‌آموختگان موسیقی «دانشکده هنرهای زیبا» بود.
در سال ۱۳۹۲ هنگام سفر بر اثر تصادف با خودرو در یکی از خیابان‌های شهر یزد به اغما رفت و به بخش آی. سی. یو بیمارستانی در یزد بستری شد. او پیش از حادثه در تهران زندگی می‌کرد اما پس از آن به یزد نقل مکان نمود.
وی در ۲۱ خرداد ۱۳۹۳ در سن ۷۰ سالگی در منزل خویش در یزد درگذشت و در قطعه هنرمندان و مفاخر یزد به خاک سپرده شد.
محمدرضا روح‌بخش از نظر شیوهٔ نوازندگی، به شدت متأثر از جلیل شهناز بوده و قطعهٔ «نوبهار آمد یارا» از قطعات ماندگار این هنرمند محسوب می‌شود.